# Chroboly
Chroboly (německy Chrobold) jsou obec v okrese Prachatice v Jihočeském kraji. Včetně částí Leptač, Lučenice, Ovesné, Příslop, Rohanov a Záhoří v obci žije 597 obyvatel.

## Historie
První písemná zmínka o vesnici pochází z roku 1317. V roce 1930 zde žilo 656 obyvatel. V letech 1938 až 1945 byly Chroboly v důsledku uzavření Mnichovské dohody přičleněny k nacistickému Německu.

## Přírodní poměry
Vesnice se nachází v Šumavském podhůří. Severovýchodně od vsi do katastrálního území Chroboly zasahuje jižní okraj přírodní památky Zlatý potok v Pošumaví. Na severozápadním okraji vesnice leží přírodní památka Tisy u Chrobol.

## Části obce
- Chroboly
- Leptač
- Lučenice
- Ovesné
- Příslop
- Rohanov
- Záhoří

## Pamětihodnosti
- Kostel Narození Panny Marie, kulturní památka, filiální kostel Římskokatolické farnosti Prachatice[5]
- Poutní kaple Panny Marie Lurdské
- Kaplička směrem na Záhoří
- Socha svatého Jana Nepomuckého
- Keplův mlýn